# Zengcheng

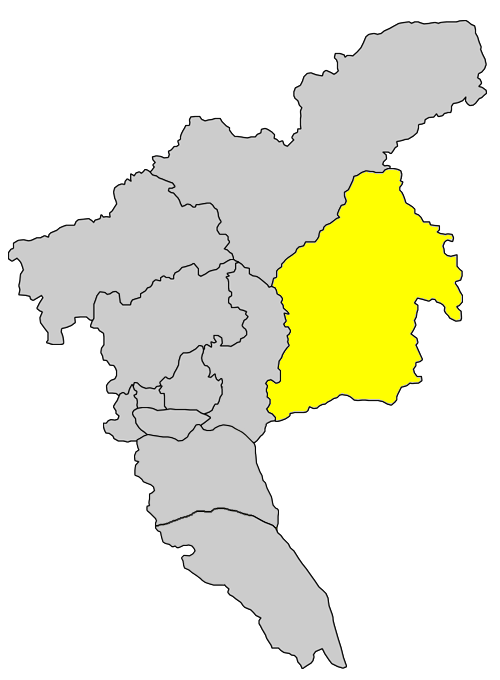
Lage Zengchengs innerhalb der Unterprovinzstadt Guangzhou

Zengcheng (chinesisch 增城区, Pinyin Zēngchéng Qū) ist ein Stadtbezirk der Unterprovinzstadt Guangzhou in der chinesischen Provinz Guangdong. Die Fläche beträgt 1.616 Quadratkilometer und die Einwohnerzahl 1.466.331 (Stand: Zensus 2020). Zengcheng ist bekannt als Produktionsstandort für Jeans; 2007 wurden dort 50 % der landesweiten Produktion hergestellt.
Mitte Juni 2011 kam es in Zengcheng zu Unruhen und zahlreichen Festnahmen durch Sicherheitskräfte.